# 喬·梅德威克
約瑟夫·麥可·梅德威克（英語：Joseph Michael Medwick, 1911年11月24日—1975年3月21日），綽號「Ducky」，為前美國職棒大聯盟的左外野手。生涯效力過紅雀、道奇、巨人與勇士等隊。1937年他贏得三冠王。
1968年，他以84.81%的得票率高票入選名人堂。2014年，紅雀隊將他和其他21位前紅雀球員入選紅雀隊名人堂。

## 職業生涯
1930年，他在中大西洋聯盟開啟職業生涯。該年他出賽75場，打擊率4成19，22轟。1931年，他在德州聯盟出賽161場，打擊率3成05，19轟。隔年他出賽139場，打擊率3成54，26轟。
1932年9月2日，梅德威克登上大聯盟。1934年，他的打擊率為3成19，18轟106分打點。他的三振率極低，加上他非常自律，使他逐漸成為一位明星球員。
梅德威克的打球態度很積極，不過在1934年世界大賽第七場，梅德威克在一次跑壘鏟傷了老虎三壘手Marv Owen，造成老虎球迷群情激憤。大聯盟主席將梅德威克趕出場，並讓Owen坐板凳休息。
1937年，梅德威克拿下三冠王和國聯MVP。他也是國聯最後一位得到三冠王的選手。
1936年，梅德威克單季擊出64支二壘安打為國聯紀錄。而1933年到1939年間，他更是締造了連續7年單季至少40支以上二壘安打的紀錄。1940年，紅雀將梅德威克和Curt Davis交易至道奇隊，換來4位小將和12萬5000美元。當時紅雀認為梅德威克在1938年球季開始後守備就不如以往。
交易後6天，梅德威克在面對紅雀的比賽差點因觸身球送命。當時紅雀投手Bob Bowman認為道奇隊教練在偷暗號，梅德威克收到曲球的暗號後，Bowman為了混淆他，於是投出快速直球，結果就這樣擊中梅德威克，造成他一度昏迷。
1941年，道奇拿下國聯冠軍，不過梅德威克在球隊裡已經沒有一席之地。1943年，他被交易至巨人隊。
在他的生涯後期，他曾說他靠著打高爾夫球來維持他的體態，每天打個幾桿可以比每天走10英里更沒有壓力。
1946年，他與布朗隊簽約，然而他卻連開季名單都擠不進去。1947年到1948年，他回到紅雀隊打了兩個球季。之後他在小聯盟打球，直到1952年。

## 生涯數據
| 出賽場次 | 打數 | 得分 | 安打 | 二安 | 三安 | 全壘打 | 打點 | 盜壘 | 盜壘失敗 | 保送 | 三振 | 打擊率 | 上壘率 | 長打率 | 整體攻擊指數 | 壘打數 | 犧牲觸擊 | 觸身球 |
| -------- | ---- | ---- | ---- | ---- | ---- | ------ | ---- | ---- | -------- | ---- | ---- | ------ | ------ | ------ | ------------ | ------ | -------- | ------ |
| 1984     | 7635 | 1198 | 2471 | 540  | 113  | 205    | 1383 | 42   | 16       | 437  | 551  | .324   | .362   | .505   | .867         | 3852   | 44       | 26     |

## 晚年與紀念
1968年，梅德威克入選名人堂。1975年，他因為心臟病於佛羅里達州逝世，享年63歲。他被葬在密蘇里州的聖盧卡斯公墓。
2014年1月，紅雀隊將他和另外21名曾效力於紅雀隊的選手一同入選紅雀隊名人堂。

## 外部連結
- 球員資訊和成績在MLB，ESPN，Baseball-Reference，Fangraphs（英文）
- 台灣棒球維基館：喬·梅德威克（页面存档备份，存于）（繁體中文）